# Anartuto
Anartuto (Anartutu, Makadade, Makdadi) ist eine Aldeia auf der südostasiatischen Insel Atauro, die zu Osttimor gehört. 2015 hatte die Aldeia 642 Einwohner.

## Geographie
Anartuto liegt im Westen des Sucos Macadade (Gemeinde Atauro), an der Südwestküste der Insel. Östlich liegen die Aldeias Berau und Bite. Im Norden grenzt Anartuto an den Suco Beloi.
Der Foho Tutonairana in der Aldeia ist neben dem Foho Berau eines der eruptiven Zentren, aus dem die Insel entstand. In der Regenzeit gibt es in der Nähe einen Wasserfall.
Die Siedlung Anartuto liegt im Nordosten der Aldeia, direkt westlich der Ortschaft Bite in der gleichnamigen Aldeia.

## Einrichtungen
In Anartuto befinden sich eine Grundschule und zwei Wasserreservoirs. Außerdem gibt es hier einen Hubschrauberlandeplatz für Notfälle. Mittwochs wird in Anartuto ein Markt abgehalten, auf dem Fisch, Ziegen, Gemüse und Hühner verkauft werden.
Westlich des Ortes steht eine Sendeantenne der Telekommunikationsgesellschaft Telkomcel.